# WORLD OF FANTASY (capsuleの曲)
『WORLD OF FANTASY』（ワールド・オブ・ファンタジー）は、2011年2月9日にcontemodeより配信されたcapsuleのデジタルシングルである。

## 背景
2011年3月23日発売予定だったアルバム『KILLER WAVE』の発売に先駆けて配信された。2011年3月11日に発生した東北地方太平洋沖地震や、それに伴って発生した東日本大震災の影響で、アルバムの発売は同年5月25日に延期され、タイトルも『WORLD OF FANTASY』に改題された。

## 楽曲について
WORLD OF FANTASY
作詞・作曲・編曲：中田ヤスタカ
- パイオニア カロッツェリア「サイバーナビ」CMソング